# Denis Zanette
Denis Zanette (* 23. März 1970 in Sacile; † 10. Januar 2003 in Pordenone) war ein italienischer Radrennfahrer.
Denis Zanette war seit 1995 als Profi bei verschiedenen Mannschaften unter Vertrag. 1995 wurde er Zweiter der Gesamtwertung des Giro della Toscana und entschied eine Etappe des Giro d’Italia für sich. Weitere Erfolge waren ein Etappensieg sowie der Gewinn der Punktewertung bei der Portugal-Rundfahrt 1998, ein zweiter Etappensieg beim Giro d’Italia und der dritte Platz bei der Flandern-Rundfahrt 2001.
Im Januar 2003 ging Zanette zu einem Zahnarzt, um sich seine Zähne reinigen zu lassen. Bei dieser Prozedur (ohne Betäubung) wurde er ohnmächtig und starb kurz darauf in einem Krankenhaus. Da er nach dem Giro 2001 zusammen mit vier Teamkollegen von Liquigas unter Dopingverdacht geraten war, wurde über einen Zusammenhang zwischen Doping und seinem plötzlichen Tod spekuliert. Zanette war nie positiv getestet worden, soll jedoch legale Koffeinpräparate zu sich genommen haben, die das Herz schädigen. Die Obduktion ergab, dass er wahrscheinlich an einem ererbten Herzfehler gestorben war, wie zuvor schon sein Großvater und sein Vater.